# 吉斯公爵让王子
奥尔良的吉斯公爵让·皮埃爾·克雷芒·馬利（法語：Jean Pierre Clément Marie d'Orléans, Duke of Guise；1874年9月4日—1940年8月25日），是沙特爾公爵羅貝爾·德·奧爾良之子；奧爾良公爵斐迪南·菲利普的孙子與法國國王路易-菲利普一世的曾孫。

## 傳略
他擁有法國王位的（名義）繼承權，當其自稱法王腓力八世的堂哥奧爾良公爵菲利普逝世後，因堂哥菲利普無後，且他又娶了堂哥的妹妹，因此他被法國奥尔良派支持者擁戴為法國國王让三世（英譯為約翰三世）。